# 日本平自動車
日本平自動車株式会社（にほんだいらじどうしゃ、英: Nihondaira Jidousya Co.,Ltd.）は、日本のバス事業者。本社は静岡市駿河区大谷一丁目にある。静岡市の周辺地域運行の貸切バスと、静岡市内の学校等の送迎バス、路線バスを運行する。

## 沿革
- 1996年（平成8年）3月 - 一般貸切旅客自動車運送事業（中運自旅一第862号）
- 2005年（平成17年）9月 - 静岡県知事登録旅行業（第3-516号）[1]
- 2006年（平成18年）12月 - 静岡県知事登録屋外広告業（第886号）[2]
- 2014年（平成26年）3月31日 - ISO39001認証取得[3]
- 2015年（平成27年）12月22日 - 東静岡駅南口と高台にある住宅地をむすぶ路線バス2路線（東豊田線、大谷線）を開設（1日各3便、土曜・休日運休）
- 2017年（平成29年）3月25日 - 東静岡駅南口と日本平動物園の直行バス（動物園に行こう！線、動物園に行ってきました！線）を開設（1日各9便、土曜・休日のみ）[4]
- 2024年（令和6年）11月25日 - 駿河区小鹿二丁目から大谷一丁目に本店所在地を変更[5]

## 路線バス
下記の3路線を運行。

### 東豊田線
- 東静岡駅南口 - 東豊田 - 池田公園 - 静岡銀行池田支店 - 法伝寺 - 桜ケ丘団地 - 桜ケ丘公民館 - 日本平動物園
  - 平日のみ運行。3往復の運行。

### 大谷線
- 東静岡駅南口 - 清水銀行 - 済生会病院 - 静岡競輪場 - おおやクリニック - 宮川公民館 - 駿河台公民館 - 駿河台公園 - 駿河台北公園 - 駿河台東 - 洋光台東 - 洋光台中 - 洋光台西公園 - フードマーケットマム - 日本平自動車
  - 平日のみ運行。3往復の運行。

### 日本平動物園に行こう!!線・日本平動物園に行って来ました!!線
- 東静岡駅南口 - 日本平動物園（直通）
  - 土曜・日曜・祝日のみ運行。9往復の運行。
  - 初発：9時20分、終発：15時15分（東静岡駅南口の発車時刻）

## その他
- 貸切用として1955年製のロンドンバスを1台保有している[6]。
- 路線バスの東豊田線にはユニークな車内放送が流れており、これには、乗降に時間がかかってしまっても焦らず危ない思いをせずに気持ちよく安全・安心・快適に乗降出来る・乗降してほしいという意味や願いが込められている[7]。
- 「日本ライダー」の名称で知られるマスコットキャラクターがいる。